# ژاک گودشوت
ژاک گودشوت (به فرانسوی: Jacques Godechot) مورخ فرانسوی انقلاب فرانسه و پیشگام تاریخ آتلانتیک بود. او از سال ۱۹۶۱ تا ۱۹۷۱ میلادی رئیس دانشکده ادبیات و علوم انسانی دانشگاه تولوز بود.